# Валле-ди-Медзана
Валле-ди-Медзана (итал. Valle-di-Mezzana, корс. Valli di Mezzana) — коммуна во Франции, находится в регионе Корсика. Департамент коммуны — Южная Корсика. Входит в состав кантона Челаво-Медзана. Округ коммуны — Аяччо.
Код INSEE коммуны — 2A336.

## Население
Население коммуны на 2008 год составляло 303 человека.
| 1962 | 1968 | 1975 | 1982 | 1990 | 1999 | 2008 |
| ---- | ---- | ---- | ---- | ---- | ---- | ---- |
| 65   | 114  | 87   | 194  | 233  | 217  | 303  |

## Экономика
В 2007 году среди 199 человек в трудоспособном возрасте (15—64 лет) 144 были экономически активными, 55 — неактивными (показатель активности — 72,4 %, в 1999 году было 62,4 %). Из 144 активных работало 135 человек (75 мужчин и 60 женщин), безработных было 9 (5 мужчин и 4 женщины). Среди 55 неактивных 18 человек были учениками или студентами, 14 — пенсионерами, 23 были неактивными по другим причинам.
В 2008 году в коммуне насчитывалось 117 облагаемых налогом домохозяйств, в которых проживали 288 человек, медиана доходов составляла 19 276 евро на одного человека.